# Газопереробний завод Киянли
ГПЗ Киянли – газопереробний завод у прикаспійському регіоні Турменістану.
У 2011 році в туркменському секторі Каспійського моря почалась розробка офшорних газоконденсатонафтових родовищ блоку 1, інвестором на якому виступила малайзійська компанія Petronas. Їх продукцію подали по трубопроводам до берегового приймального терміналу Киянли, у комплексі якого звели потужності з підготовки газу річною пропускною здатністю біля 5 млрд м3. Крім того, комплекс мав здатність приймати до 2,4 млн тон конденсату та легкої нафти.
В 2018-му газопереробний завод отримав можливість вилучати ще один гомолог метану – етан, який є цінною нафтохімічною сировиною. Етан, а також частину зрідженого нафтового газу (пропан-бутанова фракція) та конденсату почала споживати зведена поруч установка парового крекінгу Киянли.
Конденсат відправляють на експорт морським транспортом через швартовочно-завантажувальний буй, облаштований за 7 км від берега та сполучений двонитковим трубопроводом із береговими потужностями. Водночас для відправки на експорт вилученого зрідженого нафтового газу поряд із заводом спорудили порт Киянли із спеціалізованим терміналом (окрім обслуговування ГПЗ Киянли він також був повинен приймати ЗНГ із розташованого за три десятки кілометрів нафтопереробного заводу Туркменбаші).
Товарний газ в обсягах до 4,5 млрд м3 спрямовується по перемичці до трубопроводу Окарем – Гарабогаз.